# Dystovomita brasiliensis
Dystovomita brasiliensis är en tvåhjärtbladig växtart som beskrevs av W.G. D'arcy. Dystovomita brasiliensis ingår i släktet Dystovomita och familjen Clusiaceae. Inga underarter finns listade i Catalogue of Life.